# Achterspanwagen

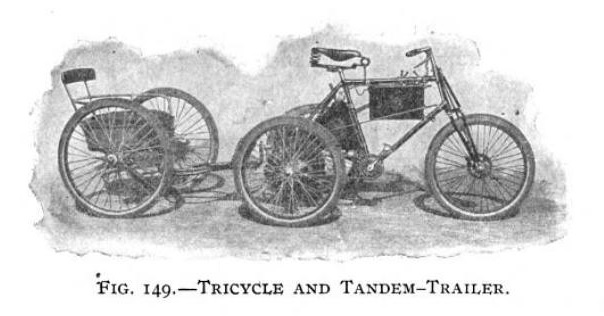
Achterspanwagen achter een Orient-tricycle (ca. 1900)

Een achterspanwagen is een aanhangwagen met een zitplaats, die in het begin van de twintigste eeuw soms bij motorfietsen werd toegepast.
In die tijd waren motorfietsen meestal nog niet voorzien van een zitplaats voor een passagier. De montage van een zijspan was erg bewerkelijk, zeker als men van tijd tot tijd weer "solo" wilde rijden. Bovendien waren achter- en voorspanwagens in zwang vóór de uitvinding van het zijspan. Voorspanwagens vereisten een complete ombouw van de voorkant van de motorfiets. Een achterspan daarentegen was gewoon een aanhangwagentje met een comfortabele, vaak rieten stoel en soms zelfs voorzien van een parasolletje. Zo konden motor-enthousiasten hun dame elegant en comfortabel vervoeren, hoewel ze toch wel last moeten hebben gehad van het lawaai, de uitlaatgassen en vooral het opgeworpen stof van de motorfiets, in een tijd dat verharde wegen nog nauwelijks bestonden.. In Engelstalige landen werd de achterspanwagen "Ladies attachment" genoemd. 